# ديفيد روزينال

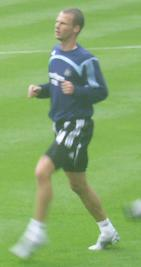
ديفيد روزينال

ديفيد سيباستيان كليمينت روزينال (بالتشيكية: David Rozehnal)‏، من مواليد 5 يوليو 1980 في شتيرنبيرك في تشيكوسلوفاكيا، لاعب كرة قدم تشيكي في مركز قلب الدفاع.
يلعب مع نادي هامبورغ الألماني من سنة 2009.
بدأ باللعب مع منتخب التشيك لكرة القدم في سنة 2004.

## مسيرته الكروية
لعب ديفيد روزينال خلال مسيرته الاحترافية مع 8 أندية في عشرون موسمًا وسجل خلالها 10 أهداف ضمن 420 مباراة. حيث فاز في أربعة مواسم بالكأس وفي موسمين بالدوري.
خاض ديفيد روزينال مسيرته مع نادي سيغما أولوموتس في موسم 1999–00 ليلعب معه أربعة مواسم، مشاركًا في 72 مباراة سجل خلالها هدفين. ثم انتقل إلى نادي كلوب بروج في موسم 2003–04 ولمدة موسمين، حيث شارك في 50 مباراة سجل خلالها هدفًا واحدًا. لينتقل بعدها إلى نادي باريس سان جيرمان في موسم 2005–06 ولمدة موسمين، مشاركًا في 75 مباراة سجل خلالها هدفًا واحدًا أيضًا. ثم انتقل إلى نادي لاتسيو في موسم 2007–08 ولمدة موسمين، مشاركًا في 38 مباراة ولم يسجل أي هدف. هذا وانتقل لاحقًا إلى نادي هامبورغ في موسم 2009–10 لمدة موسم واحد، مشاركًا في 23 مباراة سجل خلالها هدفًا واحدًا. ثم انتقل بعدها إلى نادي ليل في موسم 2010–11 ليلعب معه خمسة مواسم، مشاركًا في 75 مباراة سجل خلالها هدفين. ليعود وينتقل من جديد، لكن هذه المرة إلى نادي أوستينده في موسم 2015–16 واستمر معه طيلة ثلاثة مواسم، مشاركًا في 66 مباراة سجل خلالها 3 أهداف.

## روابط خارجية
- ديفيد روزينال على موقع الاتحاد الدولي (مؤرشف)  (الإنجليزية)
- ديفيد روزينال على موقع الاتحاد الأوربي (الإنجليزية)
- ديفيد روزينال على موقع الاتحاد التشيكي (الإنجليزية)
- ديفيد روزينال على موقع قاعدة بيانات كرة القدم.إي يو (الإنجليزية)
- ديفيد روزينال على موقع بيانات كرة القدم. دي إي (الألمانية)
- ديفيد روزينال على موقع ليكيب (الفرنسية)
- ديفيد روزينال على موقع ناشيونال فوتبول تيمز (الإنجليزية)
- ديفيد روزينال على موقع Soccerbase.com (لاعب) (الإنجليزية)
- ديفيد روزينال على موقع Soccerway.com (الإنجليزية)
- ديفيد روزينال على موقع عالم كرة القدم.نت (الإنجليزية)